# Ilario Rossi
Ilario Rossi (Bologna, 15 settembre 1911 – Bologna, 11 ottobre 1994) è stato un pittore e incisore italiano.

## Biografia
Ilario Rossi nasce a Bologna il 15 settembre 1911.
Dal padre Ferdinando, impara le belle forme del disegnare ma anche l’aspetto sociale dell’arte, le abitudini di vita dei romani e degli egiziani, attraverso le opere d’arte.
Sempre dal padre che fu scultore in legno, ornatista, insegnante alla scuola d’arte, viene spinto a copiare Braque, Picasso, Toulouse-Lautrec, Cézanne e quando nel ’31 venne Morandi all’Accademia di Bologna per insegnare incisione, Ilario Rossi si trovò avvantaggiato sui compagni imbevuti d'un vecchio insegnamento tutt'al più a indirizzo spadiniano.
Nel 1931 si aggiudica il premio internazionale “Curlandese” di decorazione.
Nel 1935 e nel 1938 gli viene assegnato il premio nazionale “Cincinnato Baruzzi”.
Negli anni 1936-40-48-50-54-58 e 64 espone alla Biennale Internazionale d'Arte di Venezia.
Negli anni 1939-43-47-51-55 e 65 alla Quadriennale Nazionale d'Arte di Roma.
Negli anni 1969-85-87-93 espone alla Biennale Internazionale d'Arte di Milano.
Negli anni 1974-78-80 espone alla Biennale Internazionale d'Arte di Imola.
Nel 1940 ottiene il premio Casalecchio (Bologna) e l'esecuzione per concorso di un affresco alla Biennale di Venezia
Nel 1941 vince il premio Fumagalli (Premi Brera – Milano) e il concorso per un affresco, poi eseguito, nella Cassa di Risparmio di Lugo (Ravenna).
Nel 1949 il concorso per bozzetti sulla Via Crucis indetto dal Ministero della Pubblica Istruzione.

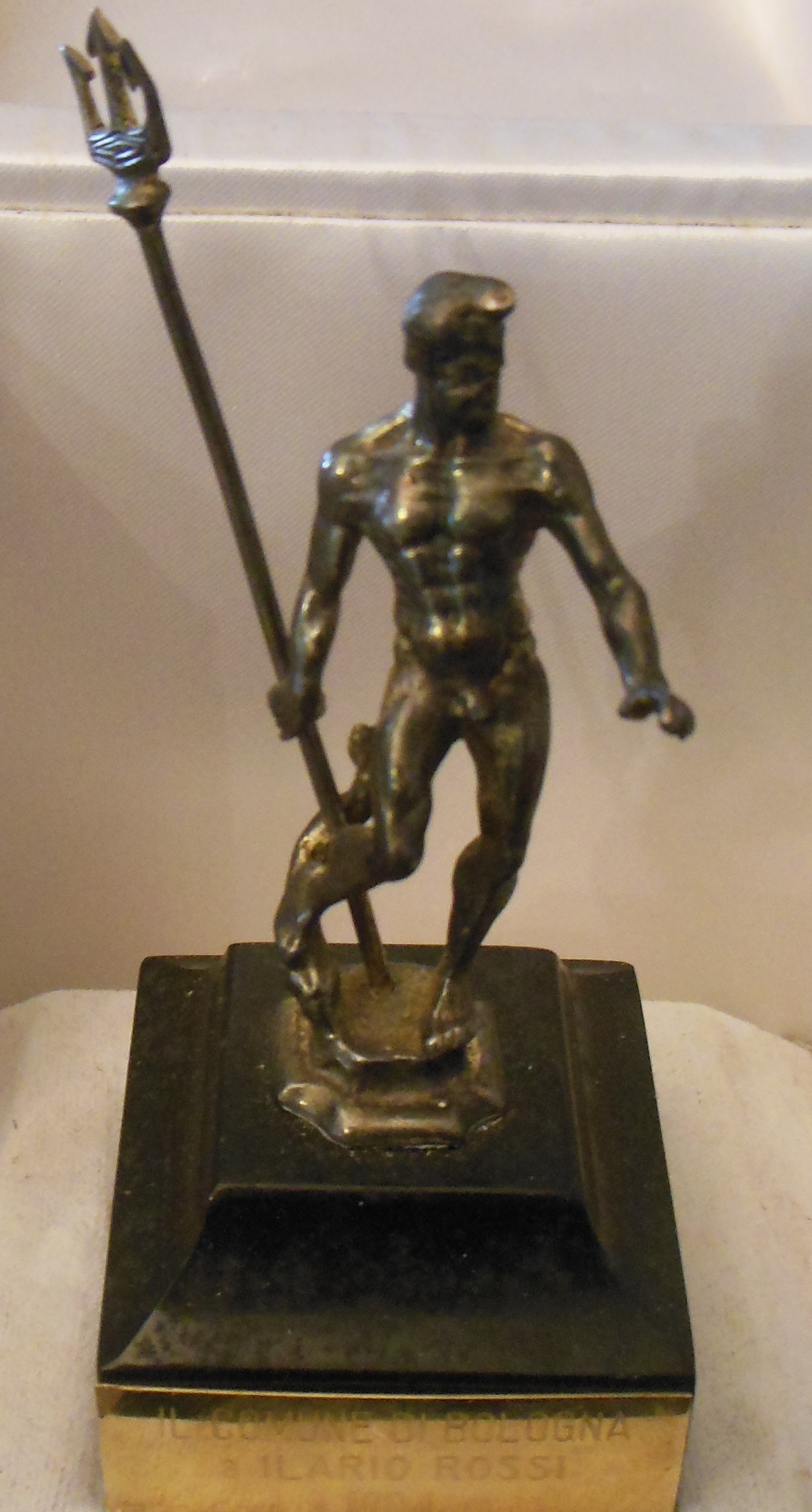
Il premio Nettuno d'oro, di cui Ilario Rossi è stato insignito nel 1994

Nel 1953 il premio Burano e il premio Cesenatico.
Nel 1954 si aggiudica il primo premio alla Mostra Sacra dell'Antoniano di Bologna.
Nel 1958 il Premio Bologna di Pittura.
Nel 1961 è premiato al concorso dell'Autostrada del Sole e nel 1963 in quello dell'I.N.P.S.
Nel 1979 ottiene il Premio Città Eterna.
Ha partecipato a numerose mostre personali quali il premio Michetti, premio del Fiorino (Firenze), Maggio di Bari, Golfo della Spezia, Ancona, Messina, Cosimo, Spoleto, Francia-Italia (Torino), Villa S. Giovanni, Cinisello Balsamo, Gallarate, Marino, Modigliana, Ischia, Vignola e Cento, ottenendo in tutte premi e riconoscimenti.
Ha partecipato nel 1955 alla mostra dell'arte italiana contemporanea a Johannesburg e a Chicago nel 1956 alla Main Street Gallery. Nel 1958 tiene mostre personali a Bruxelles e alla Biennale di Venezia ove espone in un'altra personale nel 1964. Nel 1965 partecipa alla mostra dell'arte italiana a Zagabria. Nel 1967 a Parigi alla galleria  “La palette blue”.
È stato insegnante titolare presso le Accademie di Belle Arti a Bologna e a Milano (Brera).
Opere di Ilario Rossi sono presso le gallerie e musei d'arte moderna di Bologna, Cento (Ferrara), Firenze, Pisa, Rimini, Roma, Spoleto, San Paolo del Brasile, Torino, Udine, Venezia.
Ilario Rossi, Accademico Clementino, Membro del Comitato italiano arti figurative aderente all'UNESCO, è stato premiato dalla Città di Bologna nel 1994 con il “Nettuno d'oro”.

## Galleria d'immagini

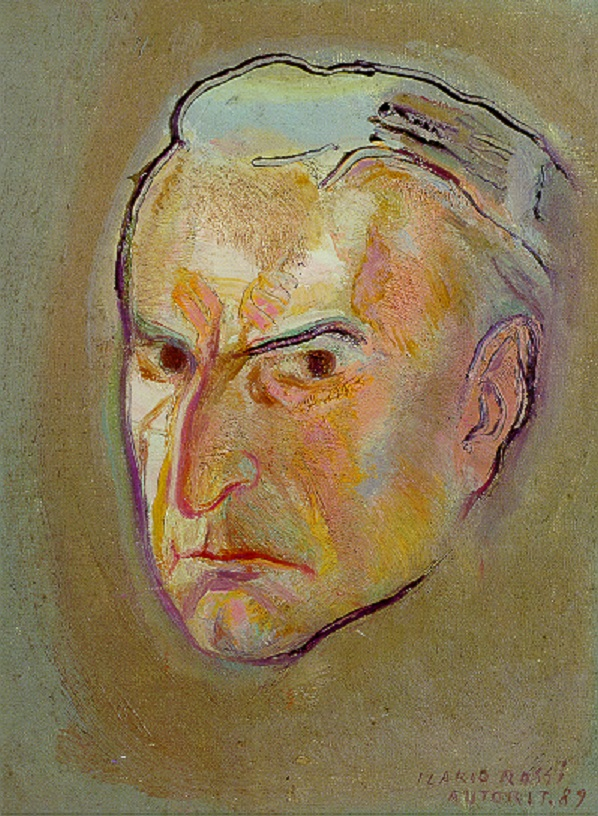
Autoritratto
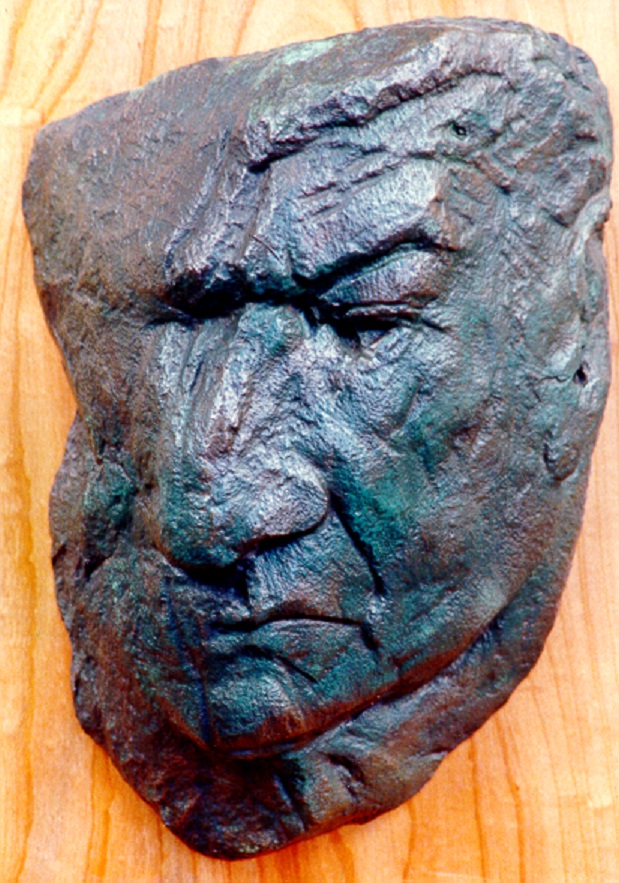
Autoritratto
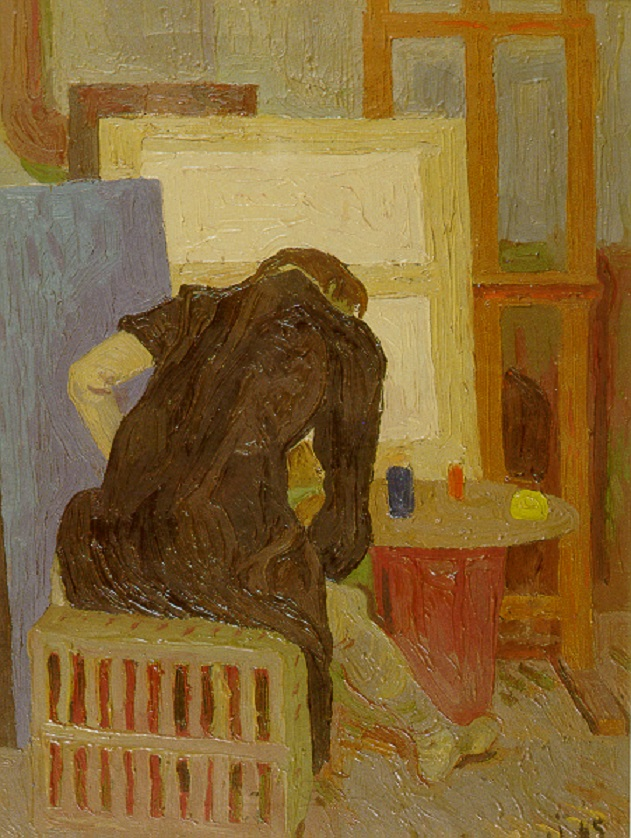
Nello studio
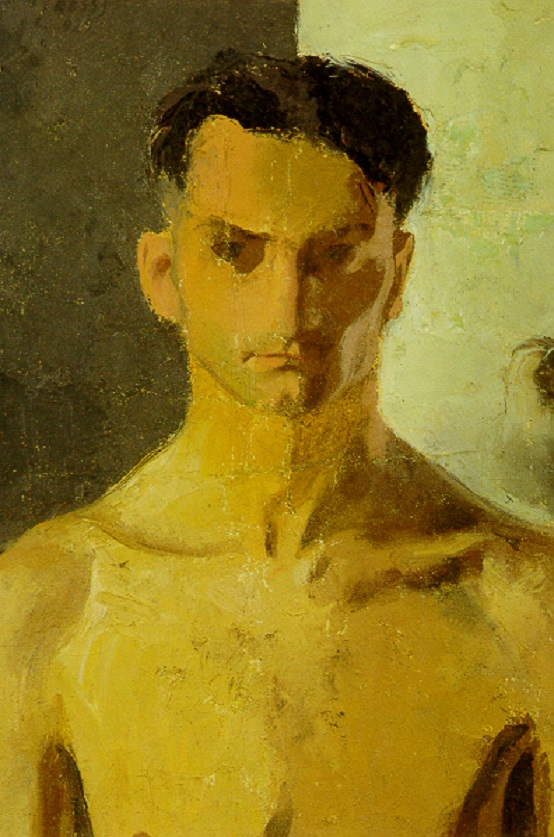
Autoritratto giovanile
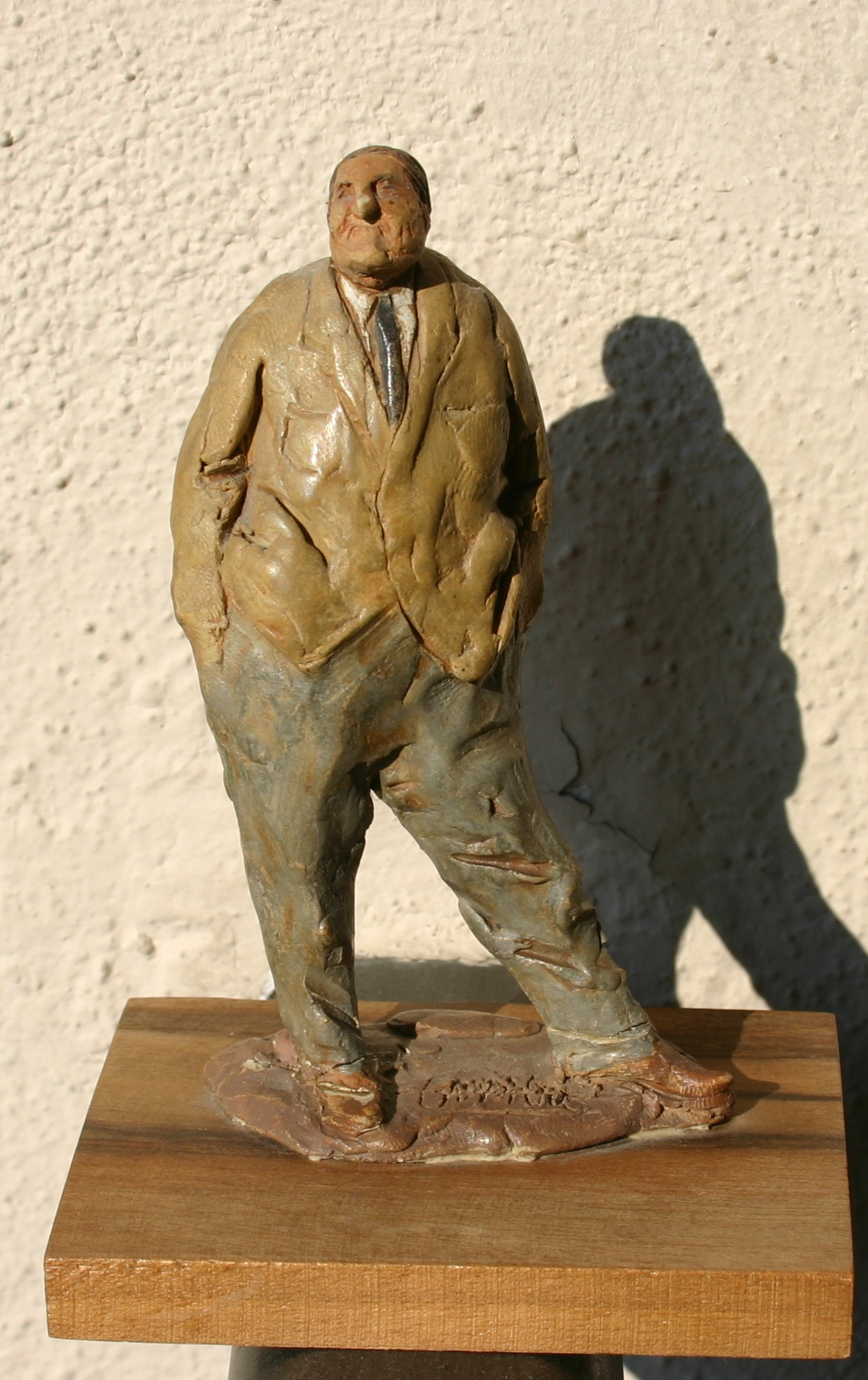
Rossi visto da Cleto Tomba
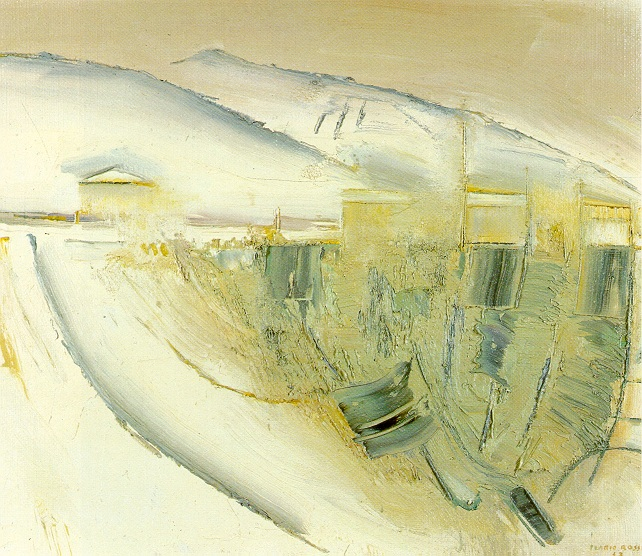
nevicate
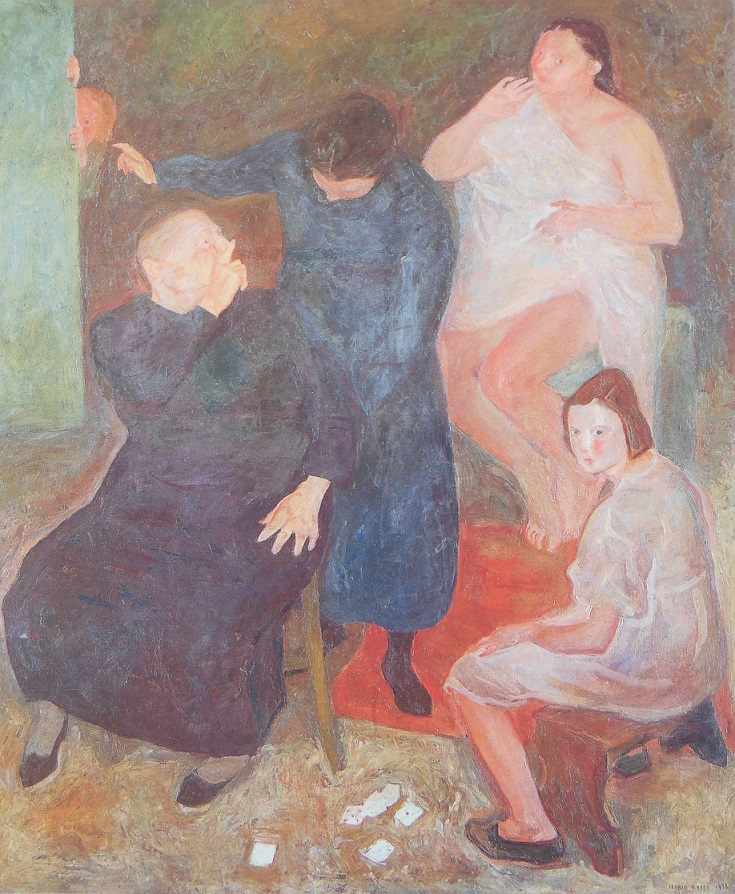
figure
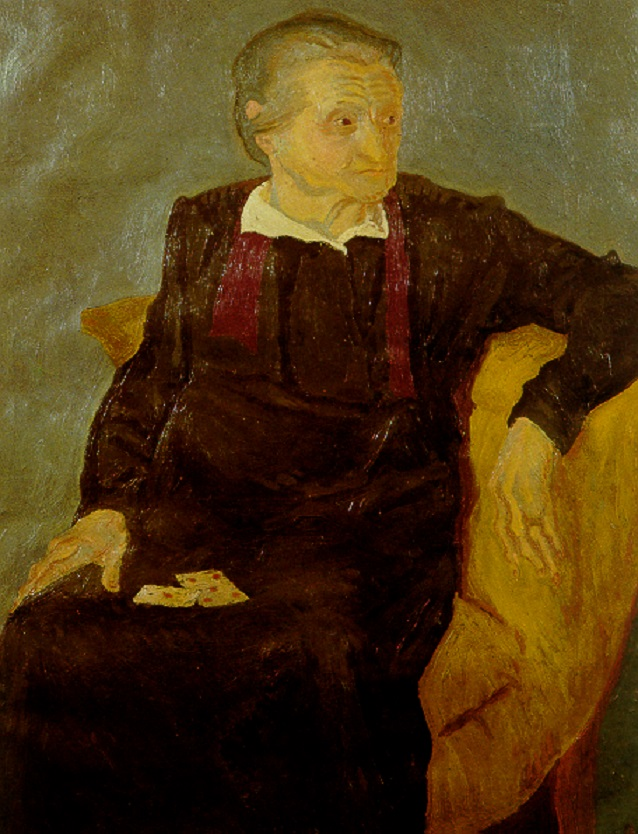
ritratti
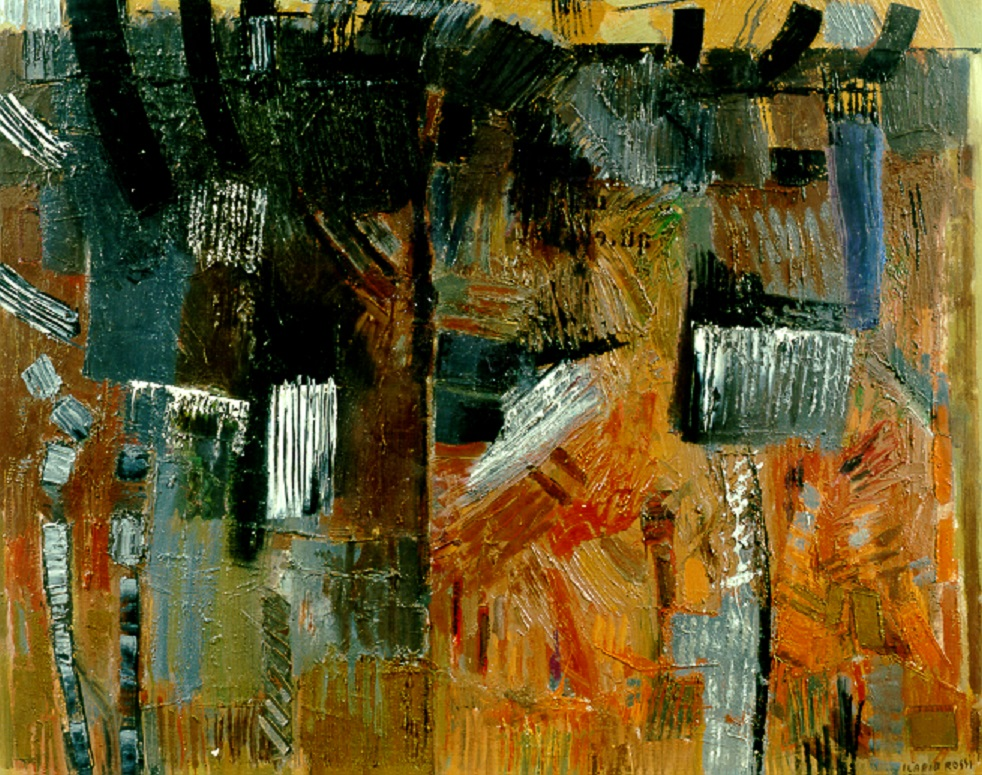
informale
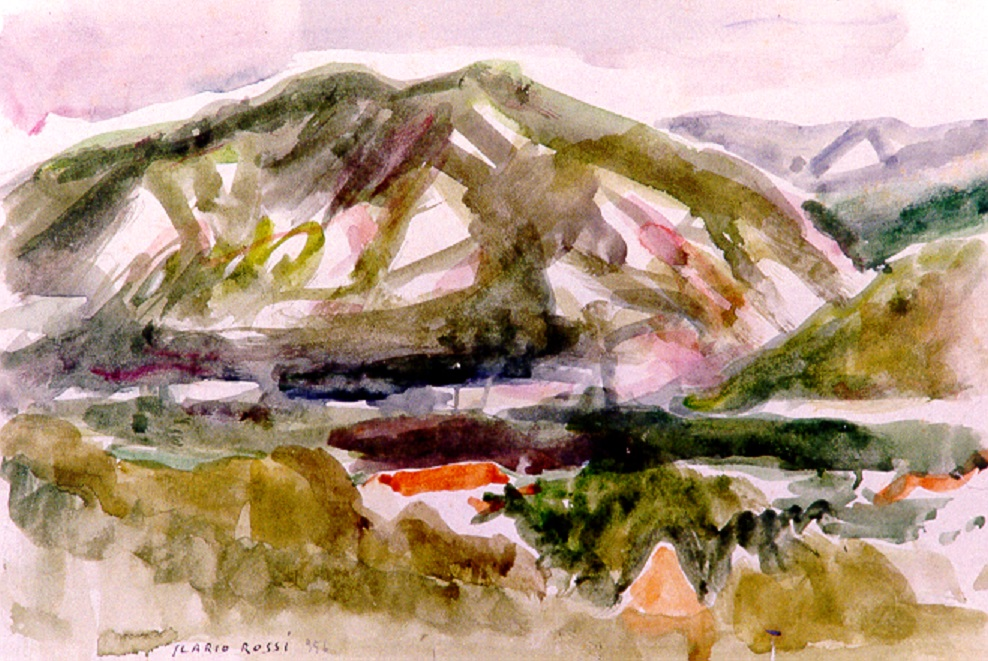
acquarelli
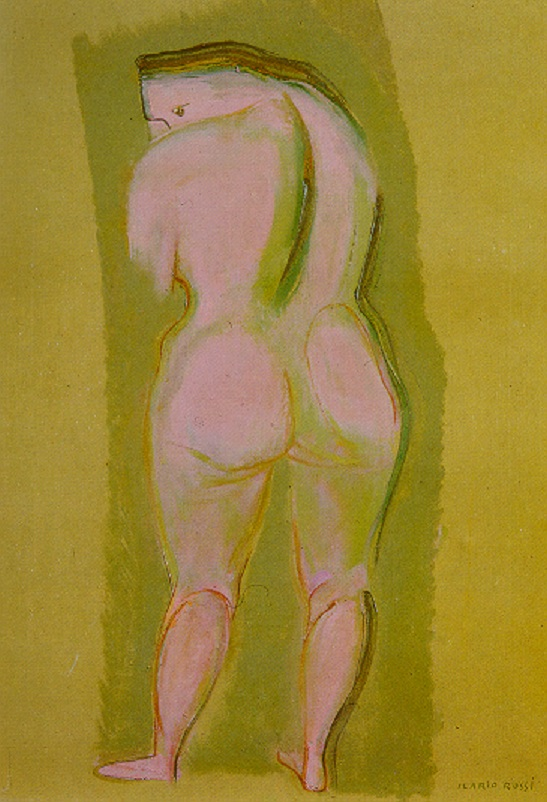
nudi
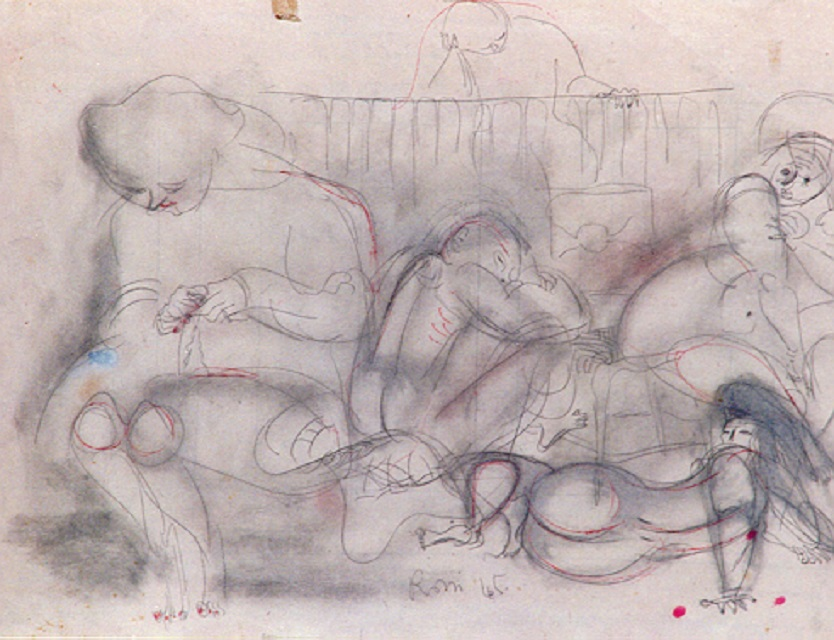
disegni
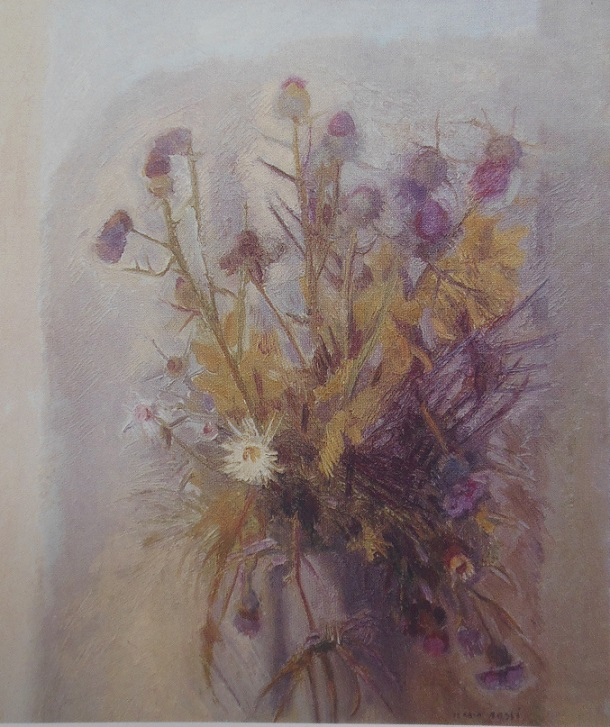
fiori
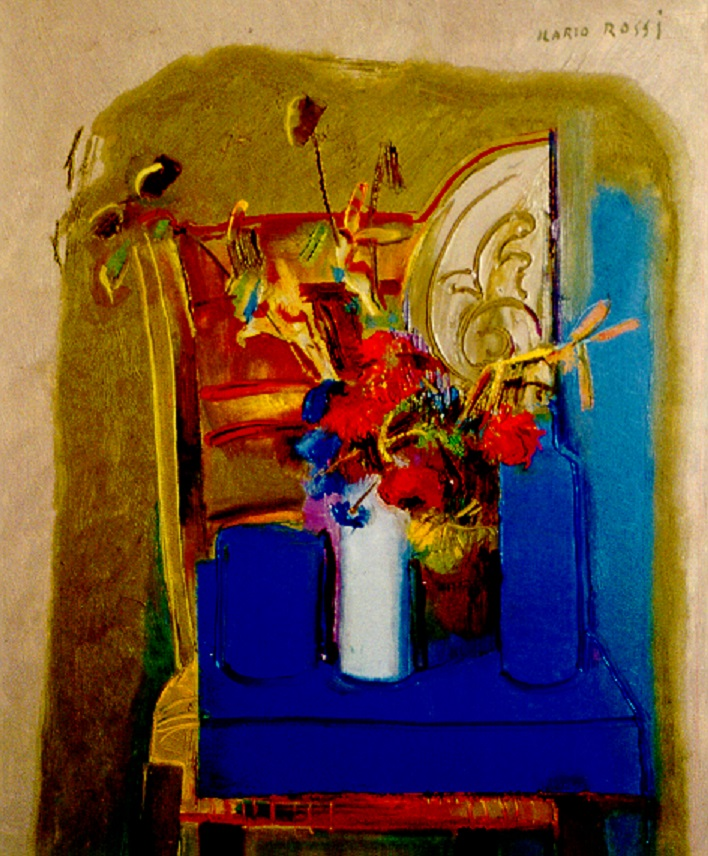
natura morta
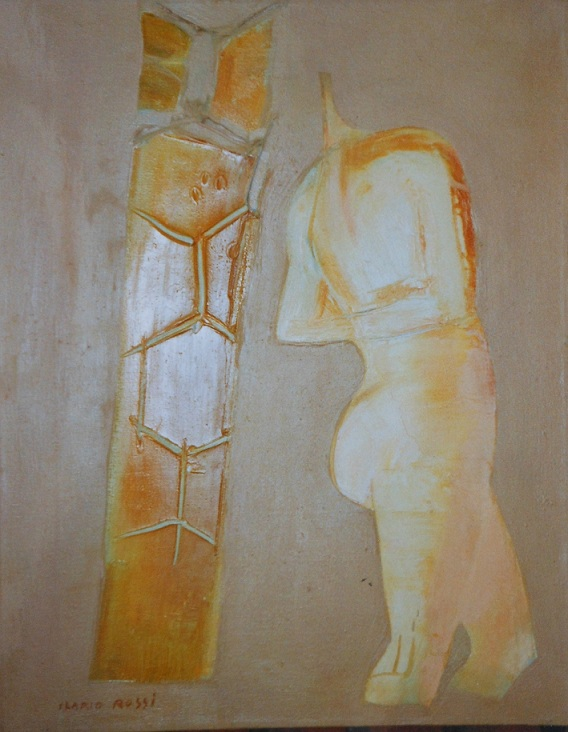
torsi
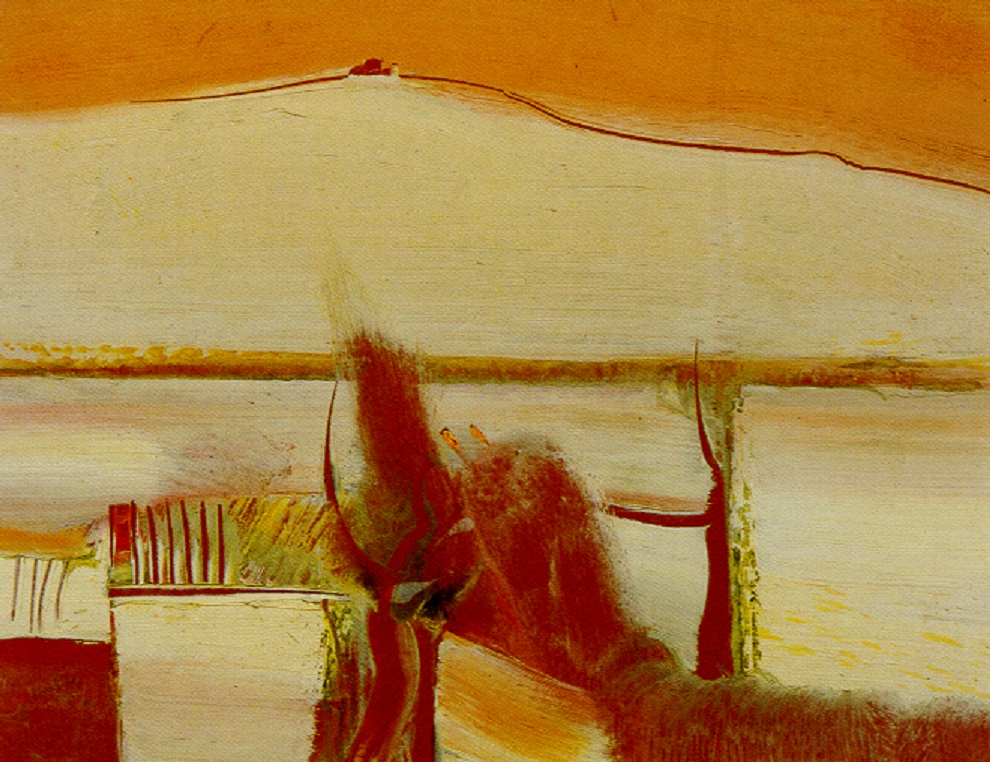
paesaggi
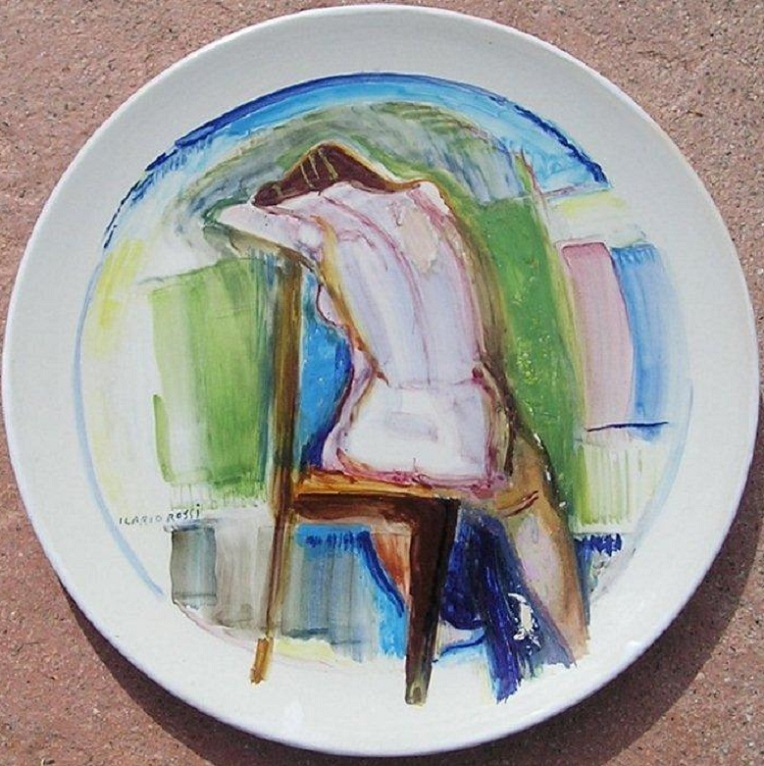
Ceramiche
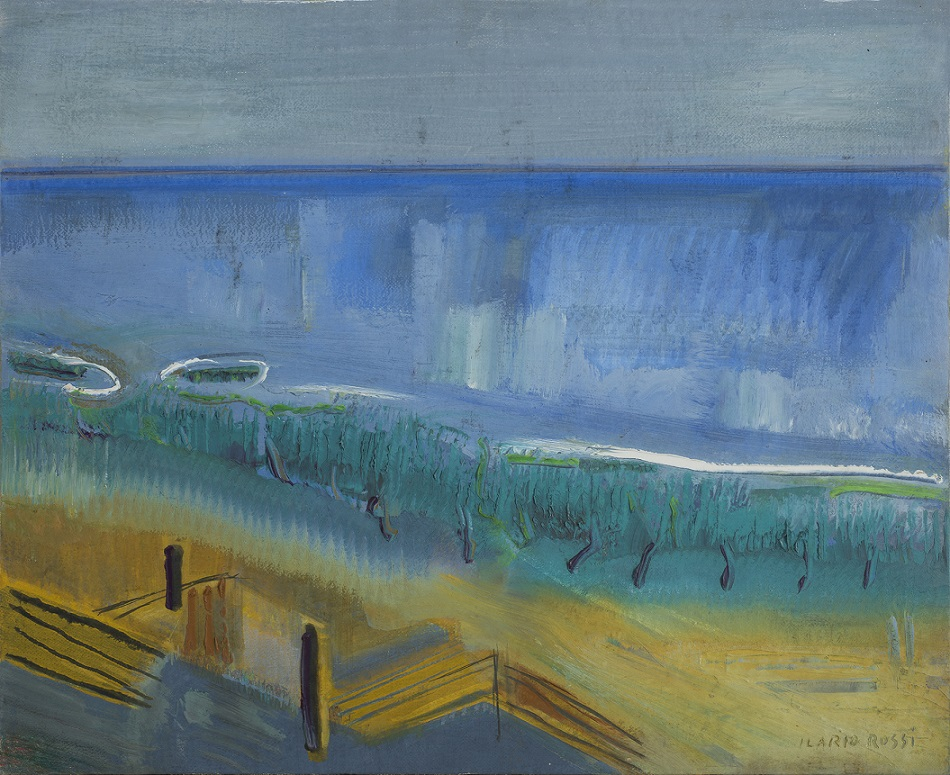
Marine
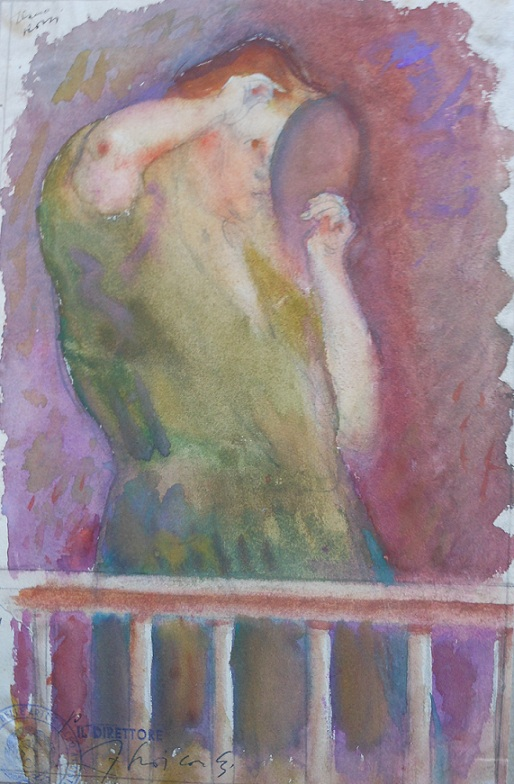
Affreschi

## Scritti
- Solitudine di un pittore, "Rinascita", 1 dicembre 1946.
- Disegni di Carlo Corsi, presentazione in catalogo, Galleria Cro-nache, Bologna, 1947.
- Una monografia su Pizzirani, "Monitore Nuovo", 26 gennaio 1948.
- Carlo Carrà alla "Francia", "Monitore Nuovo", 14 febbraio 1948.
- I fantasmi a casa propria, "Monitore Nuovo", 20 marzo 1948.
- Mostra del pittore Mario Pozzati, "Monitore Nuovo", 20 marzo 1948.
- Arte dei giovani, "Mondo futuro", marzo-aprile 1948.
- La retrospettiva di Mario Pozzati, "Vernice", aprile -maggio 1948.
- Kokoshka a Bologna, "Pomeriggio", 3-4 settembre 1948.
- Arte contemporanea all’Alleanza della Cultura, "Sodalizio", novembre-dicembre 1948.
- Roberto Melli, "La Lotta", 17 dicembre 1954.
- Giorgio Morandi, "Avvenire d’Italia", 1956.
- Pittori e scultori di "Cronache", presentazione in catalogo, Studio d’Arte Grafica Contemporanea, Bologna, 1966.
- Disegni di Carlo Corsi, presentazione in catalogo, Galleria Studio d’Arte Contemporanea, Bologna, 1966.
- Disegni di Guglielmo Pizzirani, presentazione in catalogo, Galleria Studio d’Arte Contemporanea, Bologna, 1966.
- Dichiarazione, in Ilario Rossi, Ed. Alfa, Bologna, 1968.
- Zibaldone, "Letteratura", gennaio-aprile 1968.
- Il pittore Aroldo Bonzagni, conferenza alla Galleria Civica di Cento (Ferrara), 11 giugno 1969.
- Il pittore Bruno Olivi, presentazione in catalogo, Reggio Emilia, 1969.
- Il pittore Luigi Stradella, presentazione in catalogo, Milano, 1970.
- Ricordo di Francesco Arcangeli, "Arte 2000", 1974.
- Il pittore Luigi Meda, presentazione in catalogo, Milano 1974.
- La pittrice Command, presentazione in catalogo, Milano, 1974.
- Lettera alla rivista "Realismo", Milano, 1975.
- I pittori Camorani, Cortesi e Giunchi alla "Faretra" di Ferrara, presentazione in catalogo, 1975.
- I mestieri artigiani che scompaiono, documentazione fotog. Walter Baldoni. Grafiche Galeati, Imola 1978
- La pittura in Emilia negli anni Trenta, un "Novecento" che non è stato a Parigi, "Analisi", Anno III, n. 2, 1979.
- Dieci personaggi che contano nella poesia e nell’arte, Piovan Editore, Padova, 1983.